# Gravetat Tensor-vector-escalar (TeVeS)
Gravetat Tensor-vector-escalar (TeVeS), desenvolupada per Jacob Bekenstein el 2004, és una generalització relativista de la de Mordehai Milgrom, la  dinàmica newtoniana modificada (MOND) paradigma.
Les característiques principals d'TeVeS pot ser resumides així:
- Com es deriva del  principi d'acció, TeVeS respecta les  lleis de conservació;

- A la  aproximació de camp feble de la simetria esfèrica, solució estàtica, TeVeS reprodueix la fórmula de MOND;

- TeVeS evita els problemes d'intents previs per generalitzar MOND, com la propagació  superluminal;

- Com és una teoria relativista es pugui explicar les  Lents gravitacionals.

La teoria està basada en els ingredients següents:
- Un  camp de vector únic;

- Un camp escalar dinàmic;

- Un no-dinàmic camp escalar;

- Un assumpte lagrangià construït utilitzant l'alternativa  métricoa;

- Una funció sense dimensió arbitrària.

Aquests components estan combinats en una densitat lagrangiana relativista, lal qual forma la base de la teoria TeVeS.